# Lautaro Martínez
Lautaro Martínez (Bahía Blanca, 16 april 1997) is een Argentijns voetballer die doorgaans als aanvaller speelt. Hij tekende in juli 2018 een contract tot medio 2023 bij Internazionale, dat circa 23 miljoen euro voor hem betaalde aan Racing Club. Martínez debuteerde in 2018 in het Argentijns voetbalelftal, waarmee hij in 2022 wereldkampioen werd

## Clubcarrière

### Racing Club
Martínez is afkomstig uit de jeugdopleiding van Racing Club. Hij debuteerde op 1 november 2015 in de Argentijnse Primera División, tegen Crucero del Norte. Hij viel na 80 minuten in voor Diego Milito, die tweemaal scoorde. Martínez speelde op 17 februari 2016 zijn tweede competitieduel, tegen Newell's Old Boys. Hij kwam in het veld als vervanger van Lisandro López. Hij groeide in het seizoen 2016/17 uit tot basisspeler bij de Argentijnse ploeg, waarvoor hij dat jaar negen keer scoorde. Martínez maakte in 2018 zowel zijn eerste als zijn tweede hattrick. De eerste produceerde hij op 5 februari, in een met 4–0 gewonnen competitiewedstrijd tegen Huracán, de tweede 23 dagen later, in een met 4–2 gewonnen duel in de CONMEBOL Libertadores tegen Cruzeiro. In totaal speelde hij 63 wesdtrijden voor Racing Club, waarin hij goed was voor 27 goals en zes assists.

### Internazionale
Martínez verruilde Racing Club in juli 2018 voor Internazionale. Hier moest hij voor een plek in de basis gaan concurreren met Mauro Icardi, met gemengde resultaten. Hij maakte op 19 augustus tegen US Sassuolo zijn debuut voor Inter. Op 29 september scoorde hij tegen Cagliari zijn eerste doelpunt voor Inter. Op 24 oktober maakte hij tegen FC Barcelona zijn debuut in de Champions League. Op 13 januari 2019 scoorde hij in de beker tegen Benevento twee goals in een 6-2 overwinning. In totaal kwam Martinez in zijn eerste jaar voor Inter tot 35 wedstrijden, waarin hij goed was voor negen goals en twee assists.
Martínez werd in 2019/20 wel een onbetwiste basisspeler bij Internazionale en ging dat jaar een spitsenduo vormen met Romelu Lukaku. Hij scoorde vijf goals in zes CL-groepswedstrijden, waaronder twee goals in een 3-1 overwinning op Slavia Praag. Inter werd derde in de Champions League-groep en haalde vervolgens de finale van de Europa League. In de halve finale was hij met twee goals en één assist tegen FK Sjachtar Donetsk erg belangrijk. De finale werd verloren van Sevilla, mede door twee goals van Luuk de Jong. In de competitie eindigde Martinez op 14 goals en op de tweede plaats in de Serie A.
In het seizoen 2020/21 scoorde hij zeventien doelpunten in de Serie A en werd hij kampioen van Italië. Hij scoorde op 3 januari 2021 zijn eerste hattrick voor Inter, in een 6-2 overwinning op FC Crotone. In alle competities was hij goed voor negentien goals en elf assists. 
Het seizoen erop, met het vertrek van Lukaku, scoorde hij zelfs 21 keer in de competitie. Alleen Ciro Immobile (Lazio Roma, 27) en Dušan Vlahović (Fiorentina/Juventus, 24), scoorde dat seizoen meer goals. Bovendien won Inter dat seizoen de Coppa Italia. In alle competities scoorde hij 25 doelpunten. In zijn vijfde seizoen scoorde Martinez opnieuw 21 competitiedoelpunten, waarmee hij achter Victor Osimhen tweede eindigde in de topscorerslijst. Dat seizoen won Inter zowel de Supercoppa als de Coppa Italia. Martinez scoorde de openingstreffer in de Supercoppa.
Martinez begon zijn zesde seizoen bij Inter als nieuwe aanvoerder, door het vertrek van Milan Škriniar, nadat hij in het seizoen ervoor al geregeld aanvoerder was. Hij scoorde vijf keer in zijn eerste drie competitiewedstrijden. Op 30 september werd hij in de 54'ste minuut ingebracht bij een 0-0 stand tegen US Salernitana om vervolgens in een flink halfuur vier doelpunten te maken, waardoor Inter met 4-0 won. Hij werd daarmee de eerste speler in de geschiedenis van de Serie A die als invaller vier doelpunten maakte. Hoewel hij in de laatste twaalf speelrondes nog maar één goal maakte eindigde hij als topscorer van de Serie A met 24 goals. Hij werd uitgeroepen tot beste speler van de competitie dat seizoen. 
In zijn volgende seizoen was Martinez nog altijd een dragende spelers in het elftal van Simone Inzaghi. Inter werd tweede in de competitie, bereikte de halve finale in de Coppa Italia, haalde de finale van de Champions League (5-0 verlies van PSG) en haalde de achtste finale van het EK voor clubs. Martinez speelde 53 wedstrijden waarin hij 24 keer scoorde en 7 keer een assist gaf.  

## Clubstatistieken
| Seizoen        | Club           | Competitie       | Competitie | Competitie | Beker | Beker | Internationaal | Internationaal | Totaal | Totaal |
| Seizoen        | Club           | Competitie       | Wed.       | Dlp.       | Wed.  | Dlp.  | Wed.           | Dlp.           | Wed.   | Dlp.   |
| -------------- | -------------- | ---------------- | ---------- | ---------- | ----- | ----- | -------------- | -------------- | ------ | ------ |
| 2014/15        | Racing Club    | Primera División | 1          | 0          | 0     | 0     | 0              | 0              | 1      | 0      |
| 2015/16        | Racing Club    | Primera División | 3          | 0          | 3     | 0     | 0              | 0              | 6      | 0      |
| 2016/17        | Racing Club    | Primera División | 23         | 9          | 0     | 0     | 5              | 0              | 28     | 9      |
| 2017/18        | Racing Club    | Primera División | 21         | 13         | 1     | 0     | 6              | 5              | 28     | 18     |
| Club totaal    | Club totaal    | Club totaal      | 48         | 22         | 4     | 0     | 11             | 5              | 63     | 27     |
| 2018/19        | Internazionale | Serie A          | 27         | 6          | 2     | 2     | 6              | 1              | 35     | 9      |
| 2019/20        | Internazionale | Serie A          | 35         | 14         | 3     | 0     | 11             | 7              | 49     | 21     |
| 2020/21        | Internazionale | Serie A          | 38         | 17         | 4     | 1     | 6              | 1              | 48     | 19     |
| 2021/22        | Internazionale | Serie A          | 35         | 21         | 6     | 3     | 8              | 1              | 49     | 25     |
| 2022/23        | Internazionale | Serie A          | 38         | 21         | 5     | 3     | 13             | 3              | 56     | 27     |
| 2023/24        | Internazionale | Serie A          | 33         | 24         | 2     | 1     | 8              | 2              | 44     | 27     |
| Clubtotaal     | Clubtotaal     | Clubtotaal       | 206        | 103        | 22    | 10    | 52             | 15             | 280    | 128    |
| Carrièretotaal | Carrièretotaal | Carrièretotaal   | 254        | 125        | 26    | 10    | 63             | 20             | 343    | 155    |

Bijgewerkt t/m het seizoen 2023/24.

## Interlandcarrière
Martínez debuteerde op 27 maart 2018 in het Argentijns voetbalelftal, tijdens een met 6–1 verloren oefeninterland in en tegen Spanje. Hij kwam in de 59e minuut in het veld als vervanger van Gonzalo Higuaín. Hij maakte op 11 oktober 2018 zijn eerste doelpunt voor het Argentijns elftal, de 1–0 tijdens een met 4–0 gewonnen oefeninterland, thuis tegen Irak. Martínez maakte op 11 september 2019 voor het eerst een hattrick in het shirt van het nationale team. Hij zorgde toen voor zowel de 1–0, de 2–0 als de 4–0 tijdens een met diezelfde cijfers gewonnen oefeninterland tegen Mexico.
Tijdens het wereldkampioenschap voetbal 2022 in Qatar won hij op 18 december 2022 met het Argentijns voetbalelftal de wereldbeker na een 4–2 eindstand (strafschoppen) in de finale tegen Frankrijk met onder meer twee doelpunten van Lionel Messi.

## Erelijst
| Serie A      | 2x | 2020/21, 2023/24 |
| Coppa Italia | 2x | 2021/22, 2022/23 |
| Supercoppa   | 3x | 2021, 2022, 2023 |
|              |    |                  |

| Competitie                     | Winnaar    | Winnaar    | Runner-up  | Runner-up  | Derde      | Derde      |
| Competitie                     | Aantal     | Jaren      | Aantal     | Jaren      | Aantal     | Jaren      |
| Argentinië                     | Argentinië | Argentinië | Argentinië | Argentinië | Argentinië | Argentinië |
| ------------------------------ | ---------- | ---------- | ---------- | ---------- | ---------- | ---------- |
| FIFA-wereldkampioenschap       | 1x         | 2022       |            |            |            |            |
| CONMEBOL Copa América          | 1x         | 2021       |            |            | 1x         | 2019       |
| CONMEBOL–UEFA Cup of Champions | 1x         | 2022       |            |            |            |            |